# デノスマブ
デノスマブ(denosumab)は、RANKLを標的としたヒト型モノクローナル抗体製剤、分子標的治療薬。雪印およびAmgenが創製し、日本では第一三共から販売されている。

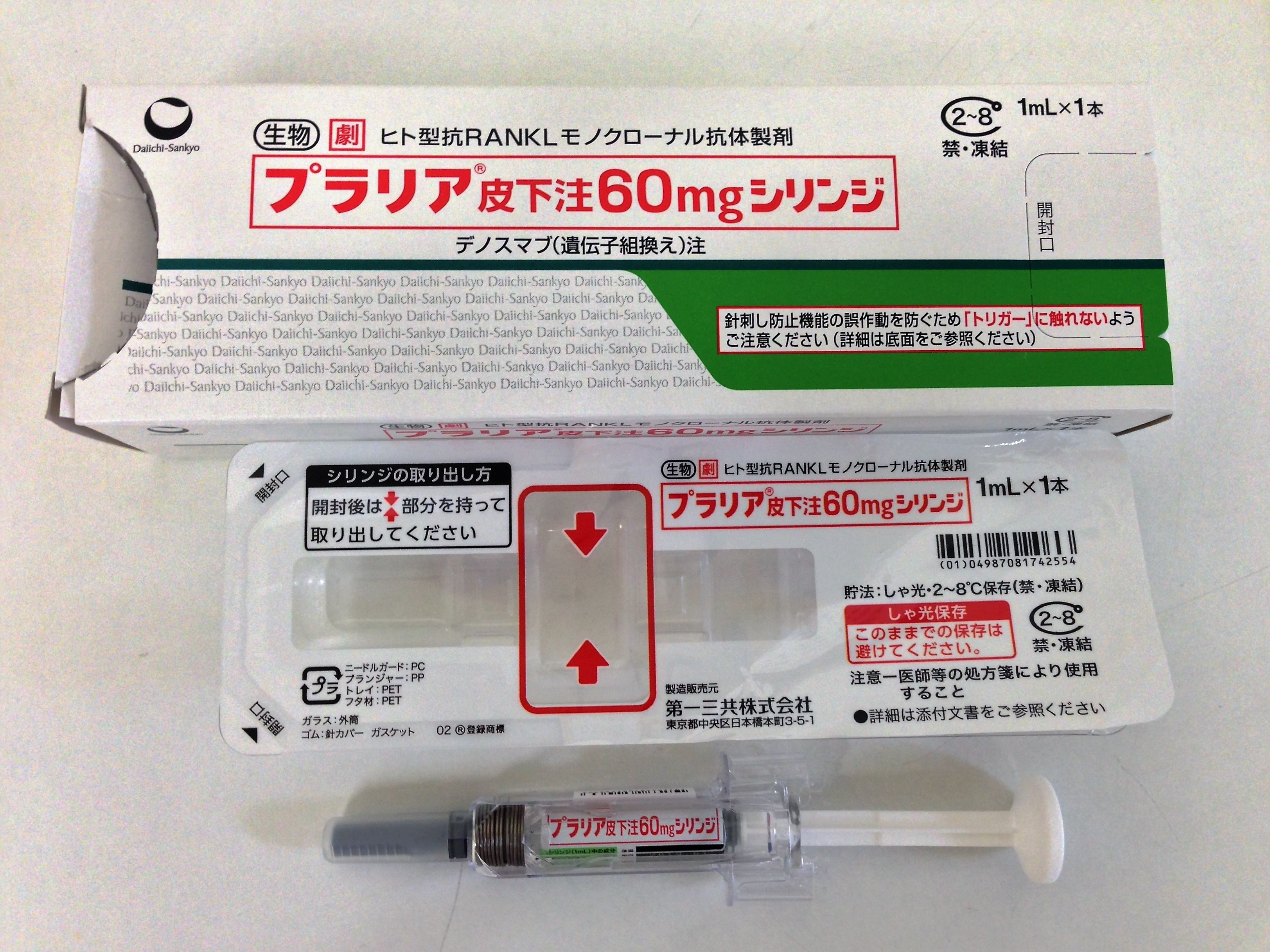
プラリア（抗ランクルヒト型モノクローナル抗体製剤）

## 薬理
receptor activator of nuclear factor κB ligand（RANKL）は破骨細胞の分化・成熟・機能および生存を制御している。RANKLとデノスマブが結合することにより、破骨細胞へのシグナル伝達を抑制し、骨溶解を防ぐ。

## 適応
- 骨粗鬆症(製品名: プラリア皮下注60mgシリンジ)
- 関節リウマチに伴う骨びらんの進行抑制(同上)
- 多発性骨髄腫による骨病変および固形癌骨転移による骨病変(製品名: ランマーク皮下注120mg)[2]
- 骨巨細胞腫(同上)

## 効果
- デノスマブとビスフォスフォネート注射剤であるゾレドロン酸を比較したところ、投与開始後1年における脊椎骨密度と大腿骨骨密度の平均変化量は、両剤間で有意差はみられなかった[3]。

## 副作用
重篤な副作用として添付文書記載されているものは、低カルシウム血症、顎骨壊死・顎骨骨髄炎、アナフィラキシー、大腿骨転子下および近位大腿骨骨幹部の非定型骨折、重篤な皮膚感染症である。製品の種類により出現頻度が異なるため、詳細は各添付文書を参照すること。
・プラリア添付文書情報・ランマーク添付文書情報
低カルシウム血症を予防するためにカルシウム、ビタミンD、マグネシウムの合剤である「デノタス」を併用することがある。